# Яценко, Сергей Александрович
Сергей Александрович Яценко (род. 15 мая 1957, г. Ростов-на-Дону, Ростовская обл.) — российский историк, археолог. Отец — специалист по оптической физике А. Ф. Яценко, мать — врач-педиатр.

## Биография
Окончил исторический факультет ЮФУ / РГУ (1981), специализировался по кафедре истории Древнего мира и средних веков. Основные научные наставники — К. Ф. Смирнов (сарматская археология), акад. Б. А. Литвинский (археология и культура Центральной Азии), А. Ю. Алексеев (скифская археология), Д. С. Раевский (скифские мифология и искусство). 1975 г. — первая археологическая экспедиция (курганы в Сальских степях).
Участник археологических экспедиций на Северном Кавказе, в бассейне Дона, в Южной Сибири, на Южном Урале, в Монголии, на юге Казахстана, геологических (Юго-Восточный Казахстан и Северный Кыргызстан) и этнографических (Южная Осетия).
Доктор исторических наук (2003), профессор (2005) кафедры истории и теории культуры Российского государственного гуманитарного университета (РГГУ), преподаватель РГГУ с февраля 1999 г. Зам. декана Факультета истории искусства (2001—2010).
Автор и соавтор серии учебных пособий для вузов, в том числе «Искусство и культура древних иранцев (Великая Степь, Иранское Плато, Средняя и Центральная Азия». М.: Изд-во РГГУ, 2002 (совм. с Б. Я. Стависким). Член редакционных коллегий или советов таких периодических изданий, как «Вестник РГГУ», «Материалы по археологии и истории античного и средневекового Причерноморья», «Народы и религии Евразии» и др.
Женат, имеет дочь.

## Научная деятельность
Основные труды посвящены проблемам археологии Европейской Степи (сарматология, скифология и др.) и Центральной Азии, истории и культуре кочевых, иранских и тюркских народов, истории костюма, истории искусства.
В декабре 2002 г. защитил в РГГУ докторскую диссертацию по теме «Костюм ираноязычных народов древности и методы его историко-культурной реконструкции». Член European Association of Archeologists (EAA) с 2001 г. Стажировки в Академии персидского языка и литературы (Тегеран, 2004), в Германском археологическом институте / DAI (Берлин, 2007). Приглашался для чтения публичных лекций в Исторический музей провинции Шэньси (Сиань, 2017), в различные вузы России и Казахстана.
Куратор и со-руководитель международных научных проектов «Семейные, клановые и племенные эмблемы в контексте культуры древней и средневековой Центральной Азии» (МИЦАИ ЮНЕСКО, Самарканд), «Традиционные системы мечения» (совместно с Ж. Эванс Пим, Университет Сантьяго-де-Компостела), «Археология и история Кангюйского государства» в рамках научно-технической программы «История и культура Великой степи» (Министерство образования и науки Республики Казахстан).

## Основные работы
Автор и соавтор свыше 300 научных публикаций, в том числе 13 монографий.
- Ancient Women and War in the Mediterranean World. Leiden: Brill, 2025.
- Sogdia — the Heard of the Silk Road / Согдиана — сердце Шелкового пути. Tashkent: Silk Road Media, 2021 (англ., русск.).
- Археология и история Кангюйского государства. Шымкент: Әлэм, 2020.
- Tamgas of Pre-Islamic Central Asia / Тамги доисламской Центральной Азии. Samarkand: IICAS, 2019 (англ., русск.).
- Archaeological Approaches to Shamanism. Mind-Body, Nature, and Culture. Cambridge: Cambridge Scholars Publishing, 2017.
- Элита в истории древних и средневековых народов Евразии. Барнаул: Изд-во Алтайского гос. ун-та, 2015.
- Западный Тюркский каганат. Атлас. Астана: Service Press, 2013.
- Traditional Marking Systems: A Preliminary Survey. London, Dover: Dunkling Books, 2010.
- Монгольская империя и кочевой мир. Книга 3. Улан-Удэ: БНЦ СО РАН, 2008.
- Костюм древней Евразии (ираноязычные народы). Москва: Вост. литература, 2006.
- Nomadic Pathways in Social Evolution. Moscow: Institute for African Studies, RAS, 2003.
- Знаки-тамги ираноязычных народов древности и раннего средневековья. Москва: Восточная литература, 2001.
- Восточный Туркестан в древности и раннем средневековье (Том IV). Архитектура. Искусство. Костюм. Москва: Восточная литература, 2000.